# NGC 4658
NGC 4658 é uma galáxia espiral barrada (SBbc) localizada na direcção da constelação de Virgo. Possui uma declinação de -10° 05' 04" e uma ascensão recta de 12 horas, 44 minutos e 37,7 segundos.
A galáxia NGC 4658 foi descoberta em 25 de Março de 1786 por William Herschel.